# Драгачево
Драгачево е географска област в западна Сърбия. Намира между планините Овчар, Йелица, Чемерно, Троглав и Голубац. Областта има площ 661 km², от които 454 km² попадат в община Лучани. Останалата част е дял от община Чачак, Град Кралево, община Иваница, община Ариле и община Пожега.